# Santa Ifigênia (bairro de São Paulo)
Santa Ifigênia é um bairro da região central da cidade de São Paulo, localizado no distrito  República e pertencente a Subprefeitura da Sé.

## História
O bairro recebe este nome por lá ter sido construída em 1809, no mesmo lugar da antiga capela, uma igreja que homenageava Ifigênia da Etiópia que difundiu o catolicismo por lá.  Era uma região que tinha uma bifurcação para os Caminhos de Pinheiros e Luz e abrigava inúmeras chácaras. A escolha do nome foi feita pelo rei Dom João VI.
O bairro era uma mistura de classes. Na rua Santa Ifigênia, aberta em 1810 pelo Marechal Arouche de Toledo Rendom até a rua Elesbão (atual rua Aurora), concentrava a população mais abastada. A elite ocupava o chamado  Campo Redondo (atual Campo Elíseos) e a rua Florêncio do Abreu. Já a Rua dos Bambus (atual Avenida Rio Branco) era ocupada por estudantes, o que explica a existência de muitas residências acadêmicas, como “repúblicas” de estudantes, onde moraram conhecidas personalidades que passaram pela Faculdade de Direito, como Afonso Arinos, Afrânio Melo Franco, Melo Pimentel e Francisco de Andrade. Descendo para as partes mais baixas da rua dos Bambus, Aurora, Triunfo e Duque de Caxias ficavam os cortiços. Estes cortiços foram detalhados em um relatório em 1893, com informações da área mínima destas habitações, valores pagos por seus moradores, nomes dos inquilinos e proprietários. Se por um lado este relatório era resultado da preocupação com questões sanitárias e recorrência de epidemias, por outro lado os cortiços eram um investimento lucrativo onde se aproveitava o mesmo imóvel para várias alocações.
Em 1830, abrigou a primeira escola de primeiras letras depois de promulgada a lei que determinava a criação de escolas de primeiras letras em cidades, vilas e lugares populosos do Brasil. A escola chamava-se "Escola de Primeiras Letras da frequesia de Santa Ifigênia".  O Instituto D. Ana Rosa, fundado em 1874, instalou-se inicialmente na chácara de seu fundador, o senador Francisco Antônio de Souza Queiróz, neste bairro, entre as ruas Brigadeiro Tobias e Florêncio de Abreu. Foi a primeira iniciativa particular de assistência e formação profissional do Brasil, abrigando inicialmente 62 alunos, a partir de 12 anos, na maioria órfão de pai. Depois transferiu-se para a "Chácara Velha" onde hoje é a Biblioteca Mário de Andrade na praça Dom José Gaspar. Também abrigou o Colégio Moretzsohn.
Em 1872, as chácaras são substituídas por residências, fábricas, lojas de comércio de roupas e artigos de formatura. Hotéis, pensões e cortiços também são atraídos para a região devido à existência das estações ferroviárias de São Paulo Railway e Sorocabana.
No início do século XX, o centro de São Paulo passa por uma reformulação, com a implantação de grandes avenidas. Deste projeto resultou a implantação do Viaduto de Santa Ifigênia e o início da edificação da igreja Santa Ifigênia.
A Igreja Santa Ifigênia foi projetada pelo arquiteto Johann Lorenz Madein e construída de 1904 e 1913. Edificada em estilo gótico e romano, contém diversas obras de arte:
- vitrais confeccionados em Veneza
- telas dos pintores Benedito Calixto, Henri Bernard, Dario V. Barbosa e Carlos Osvald
- cúpulas do italiano Gino Catani
- altares confeccionados pela Casa Pucci, pela Casa Tomagnini, Fratello e Cia
- o altar da Capela-Mor foi executado pelo Instituto Bryal de Mayer de Munique
- caixas de esmolas e cofre confeccionados pelo Liceu de Artes e Ofícios

Escolas, residências da elite ao lado de cortiços, lojas de luxo e comércio miúdo conferiram um caráter de transição ao bairro até 1930, quando a elite paulistana transfere-se para os bairros de Higienópolis e Paulista. Então os terrenos e estas casas são subdivididos, aumentando o número de habitações coletivas de baixo custo.

### Comércio
No início do século XX, a rua Santa Ifigênia abrigou várias das melhores lojas de tecidos, peles e chapéus femininos. A sua clientela era formada principalmente pelas ricas famílias que moravam no elegante bairro dos Campos Elíseos.
Depois especializou-se primeiro em produtos de rádios e TV e a partir da década de 40 e 50, surgem as primeiras lojas especializadas em material elétrico e produtos eletrônicos, que a partir da década de 70 e 80 já eram a maioria.

## Atualidade
Atualmente o bairro é um importante centro comercial da capital paulista, especialmente no ramo de eletrônicos (aparelhos, acessórios, peças etc.). As ruas mais movimentadas são Santa Ifigênia, Aurora, Vitória, dos Andradas e a avenida Rio Branco. O bairro é classificado pelo CRECI como "Zona de Valor D", assim como outros bairros da capital: Casa Verde, Carandiru e Brás.
É nesse bairro também que se localiza o Viaduto Santa Ifigênia. A seu lado, está o maior edifício de São Paulo, o Mirante do Vale, com 170 metros de altura e 51 andares. Esse edifício parece menor por estar dentro do Vale do Anhangabaú. Santa Ifigênia Abriga também a Cracolândia, lugar onde se desenvolve intenso tráfico de drogas, meretrício e atualmente violência. Para promover a reconfiguração e requalificação da área, a Prefeitura de São Paulo lançou o programa Nova Luz.
Possui duas estações de metrô, as estações São Bento e Luz, além das estações da Luz e Júlio Prestes da CPTM.